# Ам (кантон)
Ам (фр. Ham) — кантон во Франции, находится в регионе О-де-Франс, департамент Сомма. Входит в состав округа Перонн.

## История
До 2015 года в состав кантона входили коммуны:
Ам, Ати, Бруши, Вилькур, Девиз, Дуйи, И, Кивьер, Круа-Молиньо, Матиньи, Монши-Лагаш, Мюйи-Вильет, Оффуа, Санкур, Тертри, Эмри-Аллон, Энмен, Эпвиль, Юньи-л'Экипе.
В результате реформы 2015 года   состав кантона был изменен. В него вошли упраздненные кантоны Нель и Шольн, а также отдельные коммуны кантона Руа.
После этого состав кантона несколько раз менялся: с 1 января 2017 года коммуны Иянкур-ле-Гран, Омьекур и Пертен объединились в новую коммуну Ипекур; с 1 января 2019 года коммуна Грекур вошла в состав коммуны Омблё, а коммуны Мизри и Маршельпо объединились в новую коммуну Маршельпо-Мизри.

## Состав кантона с 1 января 2019 года
В состав кантона входят коммуны (население по данным Национального института статистики за 2018 г.):
- Абленкур-Прессуар (263 чел.)
- Ам (4 596 чел.)
- Асвиллер (300 чел.)
- Ати (591 чел.)
- Беллуа-ан-Сантер (149 чел.)
- Берни-ан-Сантер (153 чел.)
- Бетанкур-сюр-Сом (129 чел.)
- Бийянкур (171 чел.)
- Брёй (44 чел.)
- Бруши (504 чел.)
- Бюверши (50 чел.)
- Вермандовилер (150 чел.)
- Вилькур (57 чел.)
- Вовиллер (236 чел.)
- Вуайен (601 чел.)
- Домпьерр-Бекенкур (708 чел.)
- Дуйи (245 чел.)
- И (91 чел.)
- Ипекур (732 чел.)
- Кивьер (143 чел.)
- Круа-Молиньо (275 чел.)
- Кюрши (301 чел.)
- Лангвуазен-Кикри (200 чел.)
- Ликур (399 чел.)
- Лион (448 чел.)
- Маршельпо-Мизри (599 чел.)
- Матиньи (505 чел.)
- Мениль-Сен-Никез (559 чел.)
- Монши-Лагаш (662 чел.)
- Моршен (350 чел.)
- Муайенкур (319 чел.)
- Мюйи-Вильет (839 чел.)
- Нель (2 321 чел.)
- Омблё (1 177 чел.)
- Оффуа (212 чел.)
- Парньи (202 чел.)
- Пёнши (88 чел.)
- Потт (105 чел.)
- Пруайар (703 чел.)
- Пюзо (295 чел.)
- Ретонвиллер (358 чел.)
- Руи-ле-Гран (105 чел.)
- Руи-ле-Пети (111 чел.)
- Санкур (267 чел.)
- Сен-Крист-Брио (434 чел.)
- Сизанкур (32 чел.)
- Суайекур (189 чел.)
- Тертри (148 чел.)
- Фальви (153 чел.)
- Фе (101 чел.)
- Фонтен-ле-Каппи (51 чел.)
- Фрамервиль-Ренекур (462 чел.)
- Френ-Мазанкур (145 чел.)
- Фукокур-ан-Сантер (256 чел.)
- Шольн (2 054 чел.)
- Шюинь (136 чел.)
- Эмри-Аллон (757 чел.)
- Энмен (273 чел.)
- Эпенанкур (124 чел.)
- Эпвиль (1 810 чел.)
- Эрлевиль (184 чел.)
- Эстре-Деньекур (326 чел.)
- Юньи-л'Экипе (37 чел.)

## Политика
На президентских выборах 2022 г. жители кантона отдали в 1-м туре Марин Ле Пен 43,5 % голосов против 22,1 % у Эмманюэля Макрона и 14,0 % у Жана-Люка Меланшона; во 2-м туре в кантоне победила Ле Пен, получившая 63,8 % голосов. (2017 год. 1 тур: Марин Ле Пен – 38,2 %, Жан-Люк Меланшон – 17,0 %, Эмманюэль Макрон – 16,6 %, Франсуа Фийон – 15,5 %; 2 тур: Ле Пен – 57,4 %. 2012 год. 1 тур: Марин Ле Пен - 28,1 %, Франсуа Олланд - 26,5 %, Николя Саркози - 23,1 %; 2 тур: Олланд - 53,7 %).
С 2021 года кантон в Совете департамента Сомма представляют мэр коммуны Нель Фредерик Демюль (Frédéric Demule) и мэр коммуны Кивьер Франсуаза Рагно (оба - Союз демократов и независимых).
|                | Кандидаты                       | Партия                        | Первый тур | Первый тур     | Второй тур | Второй тур |
| Кол-во голосов | Кандидаты                       | Партия                        | % голосов  | Кол-во голосов | % голосов  |            |
| -------------- | ------------------------------- | ----------------------------- | ---------- | -------------- | ---------- | ---------- |
|                | Фредерик Демюль Франсуаза Рагно | Союз демократов и независимых | 3 914      | 50,33          | 4 982      | 65,93      |
|                | Натали Лемер Эдуар Морен        | Национальное объединение      | 2 304      | 29,63          | 2 574      | 34,07      |
|                | Жюстин Полен Флориан Слозарчик  | Разные левые                  | 1 559      | 20,05          |            |            |

|                | Кандидаты                    | Партия                  | Первый тур | Первый тур     | Второй тур | Второй тур |
| Кол-во голосов | Кандидаты                    | Партия                  | % голосов  | Кол-во голосов | % голосов  |            |
| -------------- | ---------------------------- | ----------------------- | ---------- | -------------- | ---------- | ---------- |
|                | Дидье Потель Франсуаза Рагно | Разные правые           | 2 313      | 39,87          | 3 479      | 56,22      |
|                | Франсин Байё Лоик Гримо      | Национальный фронт      | 2 061      | 35,53          | 2 709      | 43,78      |
|                | Бенуа Карпантье Надеж Латапи | Социалистическая партия | 833        | 14,36          |            |            |
|                | Мари Пишо Паскаль Тутен      | Разные левые            | 594        | 10,24          |            |            |

|                | Кандидаты                      | Партия                  | Первый тур | Первый тур     | Второй тур | Второй тур |
| Кол-во голосов | Кандидаты                      | Партия                  | % голосов  | Кол-во голосов | % голосов  |            |
| -------------- | ------------------------------ | ----------------------- | ---------- | -------------- | ---------- | ---------- |
|                | Антуан Брюше Кароль Дюмон      | Разные правые           | 3 497      | 32,78          | 5 409      | 52,10      |
|                | Мари-Кристин Буссар Лоик Гримо | Национальный фронт      | 4 484      | 42,03          | 4 972      | 47,90      |
|                | Франсуа Лалуа Надеж Латапи     | Социалистическая партия | 2 687      | 25,19          |            |            |

|  | Кандидат      | Партия                  | % голосов |
|  | ------------- | ----------------------- | --------- |
|  | Грегори Лабий | Разные правые           | 50,19     |
|  | Жан Буатель   | Социалистическая партия | 49,81     |